# Броненосець «Князь Суворов»
«Князь Суворов» — ескадрений броненосець Російського імператорського флоту. Четвертий корабель у найчисленнішій серії російських броненосців типу «Бородіно». Був флагманським кораблем Другої тихоокеанської ескадри, під командуванням віце-адмірала З. П. Рожественського. Здійснив 18000-мильний перехід, взяв участь у Цусімській битві, під час якої був потоплений.

## Історія

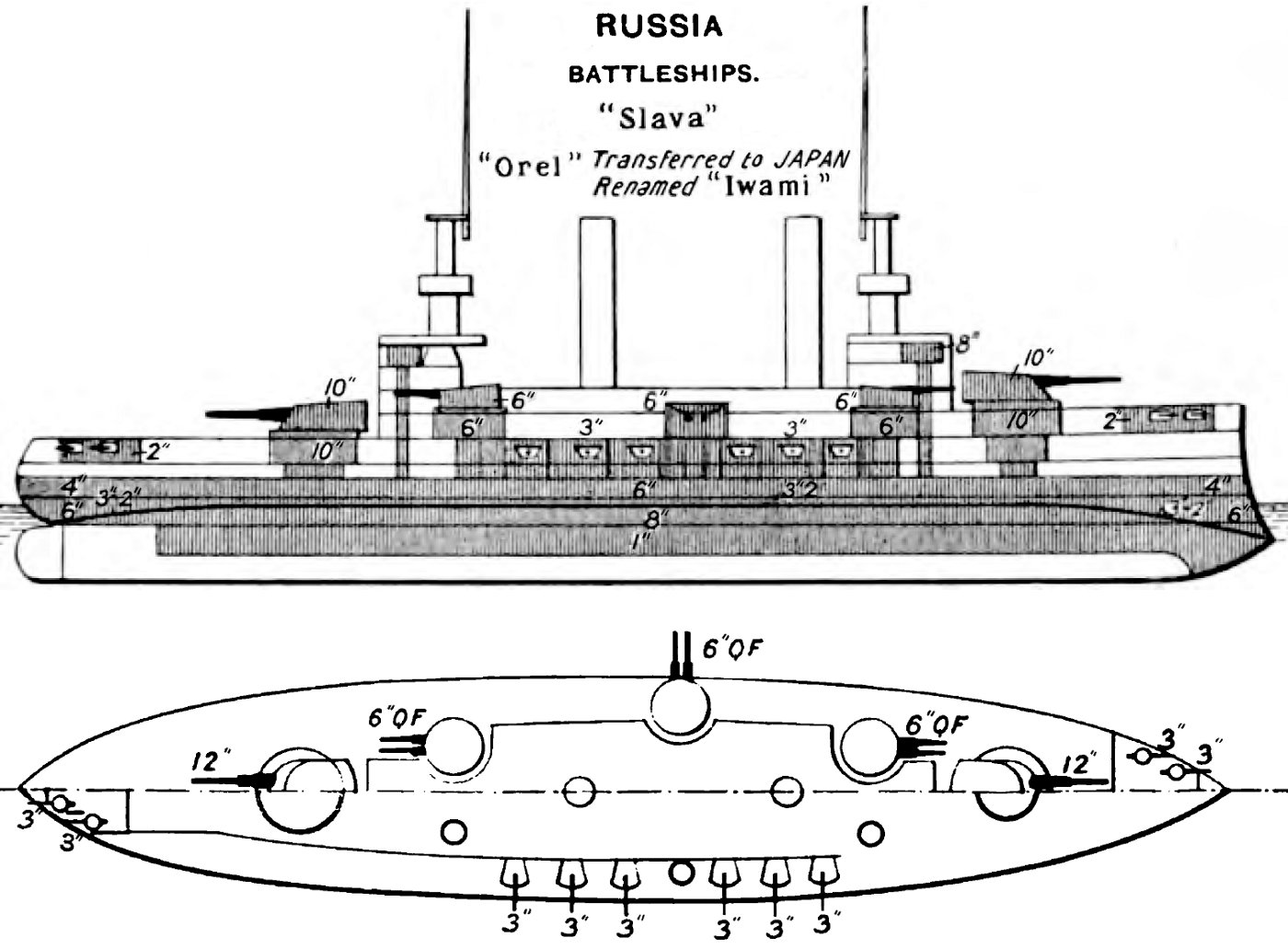
План броненосців типу Бородіно

У квітні 1900 року генерал-адмірал великий князь Олексій Олександрович наказав будувати на Балтійському заводі черговий броненосець № 7 на кшталт броненосця «Бородіно». 23 червня 1900 йому було присвоєно ім'я «Князь Суворов». Його випробування планували розпочати наприкінці навігації 1904 року, і навіть російсько-японська війна, що почалася 9 лютого, не змінила ці плани.
14 серпня 1904 року на броненосці «Князь Суворов», що вийшов напередодні на рейд, підняли прапор командувача 2-ї ескадрою контр-адмірала 3. Рожественського.
22 жовтня 1904 року, проходячи Доггер-банку, корабель обстріляв англійські цивільні кораблі, що увійшло в історію під назвою Гулльський інцидент, або Російське свавілля (англ. The Russian Outrage). Потім інцидент призвів до серйозного дипломатичного конфлікту між Російською імперією та Великою Британією.
Біля Мадагаскара, де кораблі зупинилися на ремонт і для поповнення запасів вугілля, були отримані звістки про загибель 1-ї Тихоокеанської ескадри та падіння Порт-Артура.
З пострілу «Князя Суворова» о 13 годині 49 хвилин 27 (14 травня) 1905 року розпочалася Цусімська битва. Через прапор командувача флотом броненосець завжди зазнав найсильнішого обстрілу з боку ворога. Японські снаряди, начинені новітньою вибуховою речовиною на зразок напалму, робили сильні руйнування. У перші ж хвилини бою на кораблі виникли пожежі, було збито обидві труби, обидві щогли, виведено з ладу багато гармат. Однак і в цьому стані флагманський корабель не припиняв вогню, діючи, як міг, з уцілілих гармат. Через пошкодження «Князь Суворов» відстав від решти кораблів ескадри. Близько 17:30 години до нього підійшов міноносець «Буйний» для того, щоби пересадити тяжко пораненого адмірала на інший корабель ескадри.
Після втечі командувача ескадри та його штабу броненосець почав поступово відхилятися вправо, втрачаючи хід. Крен збільшувався, бракувало пари для вироблення електрики. Моряки через задимлення не могли перебувати в закритих приміщеннях. З діючого озброєння залишилися лише дві 75-мм гармати в кормовій частині.
За описами японських моряків, близько 18 години 2-й бойовий загін виявив «Князя Суворова» і «Камчатку», що самотньо стояли далеко від місця бою. Кораблі були обстріляні з дистанції 60 кабельтових. Броненосець до останнього захищався двома вцілілими 75-мм гарматами. О 19:20 годині, обійшовши броненосець із правого борту поза сектором обстрілу знарядь, що вціліли, японські міноносці здійснили повторну атаку. Випустивши торпеди з дистанції 300 метрів, вони досягли мінімум трьох торпедних попадань, одне з яких, мабуть, викликало вибух боєприпасів, що залишилися. Ескадрений броненосець «Князь Суворов», оповитий чорно-жовтим димом, перекинувся і швидко затонув. З членів екіпажу, що залишилися на ньому, не врятувалася жодна людина.

## Опис
Форштевень «Князя Суворова» на відміну інших кораблів серії було відлито на Обухівському заводі цілим. Він мав більш пологий вигин у надводній частині і більший виступ у підводній, внаслідок чого «Князь Суворов» виявився на 0,305 мм довшим за головний корабль серії.
На пропозицію інженерів Балтійського заводу було змінено конструкцію нижньої броньової палуби: замість її закруглення і плавного переходу було зроблено як похилого карапаса, що йде до шельфу головного броньового пояса. На «Князі Суворові» було покращено конструкцію протиторпедного захисту: товщина поздовжніх перебірок була збільшена до 38 мм. Дах бойової рубки виготовили з 37-мм броньової сталі.
На відміну від головного корабля серії дві головні парові машини потрійного розширення пари з робочим тиском пари 21 атмосфери мали сумарну проєктну потужність 15800 к.с. при частоті обертання валів 114 об/хв. Парові водотрубні котли Бельвиля мали загальну нагрівальну поверхню 4200 м². Повний запас палива, збільшений до 1 350 т, згідно з розрахунками мав дозволити пройти броненосця 2590 миль 10-вузловим ходом.
За штатом 1904 року житлові приміщення броненосця були розраховані на 745 унтер-офіцерів та матросів, 9 кондукторів і 28 офіцерів. Проте на кораблі виявилося 826 людина, крім 77 чоловік штабу ескадри. Для цього побрібно було обладнати додаткові спальні місця, що погіршило розміщення рядового складу. «Князь Суворов» було укомплектовано офіцерами та матросами 8-го флотського екіпажу під командуванням капітана 1-го рангу В. В. Ігнаціуса.
На броненосець «Князь Суворов» було встановлено 305-мм гармати Обухівського заводу зразка 1895 року, що спочатку призначалися для «Князя Потьомкіна-Таврійського». Вони розташовувалися у двох баштових установках Путилівського заводу. На даху кожної вежі були по дві броньові рубки для навідників і по одній — для командира вежі.
Дванадцять 152-мм гармат системи Кане зразка 1892 були встановлені попарно в шести вежах, які для «Князя Суворова» також виготовив Путилівський завод.
До боєзапасу носового та кормового надводних 381-мм торпедних апаратів входило чотири торпеди Вайтгеда «Л» зразка 1898 року. До боєзапасів бортових підводних апаратів входило шість торпед Вайтгеда «С» зразка 1897 року.